# Enrique Cáceres
Enrique Patricio Cáceres Villafañe (ur. 20 marca 1974 w Buenos Aires) – paragwajski sędzia piłkarski argentyńskiego pochodzenia. Od 2010 roku sędzia międzynarodowy.
Cáceres znalazł się na liście 35 sędziów Mistrzostw Świata 2018.

## Sędziowane mecze Mistrzostw Świata 2018
| Mecz              | Data       | Miejsce                          | Runda        | Wynik | Żółta kartka | Czerwona kartka |
| ----------------- | ---------- | -------------------------------- | ------------ | ----- | ------------ | --------------- |
| Rosja – Egipt     | 19.06.2018 | Stadion Kriestowskij, Petersburg | Faza grupowa | 3:1   | 2            | 0               |
| Iran – Portugalia | 25.06.2018 | Mordowia Ariena, Sarańsk         | Faza grupowa | 1:1   | 6            | 0               |